# Campionato croato di football americano
Il campionato croato di football americano è una competizione che riunisce l'élite dei club croati di football americano dal 2010.
Questa competizione si disputa con una stagione regolare con gironi all'italiana, seguita dai play-off e dalla finale, denominata CroBowl.

## Formato
Il campionato attuale è disputato in singola categoria.
Il gioco  si basa sul regolamento della NCAA.

## Stagione 2018
| - Bjelovar Greenhorns - Sarajevo Spartans - Split Sea Wolves - Tuzla Saltminers - Zagreb Patriots |

## Finali

### CroBowl
| Data               | Finale        | Vincitore             | Punteggio | Finalista        |
| ------------------ | ------------- | --------------------- | --------- | ---------------- |
| 2010               | CroBowl I     | Teutoburgium Pitbulls | 6-0       | Zagreb Thunder   |
| 2011               | Non disputato |                       |           |                  |
| 2012 (2 dicembre)  | CroBowl II    | Zagreb Patriots       | 61-0      | Zagreb Raiders   |
| 2013 (23 giugno)   | CroBowl III   | Zagreb Raiders        | 42-0      | Zagreb Thunder   |
| 2014               | Non disputato |                       |           |                  |
| 2015 (23 giugno)   | CroBowl IV    | Osijek Cannons        | 13-7      | Zagreb Patriots  |
| 2016 (2 dicembre)  | CroBowl V     | Split Sea Wolves      | 16-0      | Osijek Cannons   |
| 2017 (23 giugno)   | CroBowl VI    | Split Sea Wolves      | 9-7       | Zaprešić Saints  |
| 2018 (1º dicembre) | CroBowl VII   | Zagreb Patriots       | 16-13     | Split Sea Wolves |
| dal 2019           | Non disputato |                       |           |                  |

## Squadre per numero di campionati vinti
Le tabelle seguenti mostrano le squadre ordinate per numero di campionati vinti.

### CroBowl
|   | Squadra               | Anni       |
| - | --------------------- | ---------- |
| 2 | Zagreb Patriots       | 2012, 2018 |
| 2 | Split Sea Wolves      | 2016, 2017 |
| 1 | Osijek Cannons        | 2015       |
| 1 | Zagreb Raiders        | 2013       |
| 1 | Teutoburgium Pitbulls | 2010       |